# Équipe du Canada de hockey sur glace au Championnat du monde junior 2009
L'équipe du Canada U20 de hockey sur glace remporte la médaille d'or au championnat du monde junior des moins de 20 ans 2009. 

## Contexte
Le Championnat du monde junior est disputé entre le 26 décembre 2008 et le 5 janvier 2009 à Ottawa au Canada.

## Alignement

### Joueurs
| Numéro | Nom                     | Position  | Date de naissance | Équipe                   | PJ | B | A  | Pts | Pun | Participation |
| ------ | ----------------------- | --------- | ----------------- | ------------------------ | -- | - | -- | --- | --- | ------------- |
| 2      | Teubert, Colten         | Défenseur | 8 mars 1990       | Pats de Regina           | 6  | 0 | 0  | 0   | 4   | 1re           |
| 3      | Myers, Tyler            | Défenseur | 1er février 1990  | Rockets de Kelowna       | 6  | 1 | 0  | 1   | 2   | 1re           |
| 4      | Hickey, Thomas          | Défenseur | 8 février 1989    | Thunderbirds de Seattle  | 6  | 0 | 3  | 3   | 2   | 2e            |
| 5      | Subban, Pernell-Karl    | Défenseur | 13 mai 1989       | Bulls de Belleville      | 6  | 3 | 6  | 9   | 6   | 2e            |
| 7      | Esposito, Angelo        | Attaquant | 20 février 1989   | Juniors de Montréal      | 6  | 3 | 1  | 4   | 4   | 1re           |
| 8      | Ellis, Ryan             | Défenseur | 3 janvier 1991    | Spitfires de Windsor     | 6  | 1 | 6  | 7   | 0   | 1re           |
| 10     | Pietrangelo, Alex       | Défenseur | 18 janvier 1990   | IceDogs de Niagara       | 6  | 1 | 2  | 3   | 0   | 1re           |
| 11     | Boychuk, Zach           | Attaquant | 4 octobre 1989    | Hurricanes de Lethbridge | 6  | 4 | 3  | 7   | 0   | 2e            |
| 12     | Sonne, Brett            | Attaquant | 16 mai 1989       | Hitmen de Calgary        | 6  | 1 | 2  | 3   | 0   | 1re           |
| 14     | Eberle, Jordan          | Attaquant | 15 mai 1990       | Pats de Regina           | 6  | 6 | 7  | 13  | 2   | 1re           |
| 15     | Della Rovere, Stefan    | Défenseur | 25 février 1990   | Colts de Barrie          | 6  | 1 | 1  | 2   | 26  | 1re           |
| 17     | Goloubef, Cody          | Défenseur | 30 novembre 1989  | Badgers du Wisconsin     | 6  | 0 | 1  | 1   | 8   | 1re           |
| 18     | Hodgson, Cody           | Attaquant | 18 février 1990   | Battalion de Brampton    | 6  | 5 | 11 | 16  | 2   | 1re           |
| 19     | Tavares, John           | Attaquant | 20 septembre 1990 | Generals d'Oshawa        | 6  | 8 | 7  | 15  | 0   | 2e            |
| 22     | Ennis, Tyler            | Attaquant | 6 octobre 1989    | Tigers de Medicine Hat   | 6  | 3 | 4  | 7   | 0   | 1re           |
| 24     | Benn, Jamie             | Attaquant | 18 juillet 1989   | Rockets de Kelowna       | 6  | 4 | 2  | 6   | 4   | 1re           |
| 25     | DiDomenico, Christopher | Attaquant | 20 février 1989   | Sea Dogs de Saint-Jean   | 6  | 2 | 5  | 7   | 4   | 1re           |
| 28     | Cormier, Patrice        | Attaquant | 14 juin 1990      | Océanic de Rimouski      | 6  | 1 | 2  | 3   | 6   | 1re           |
| 29     | Kane, Evander           | Attaquant | 2 août 1991       | Giants de Vancouver      | 6  | 2 | 4  | 6   | 2   | 1re           |
| 32     | Aulie, Keith            | Défenseur | 11 juin 1989      | Wheat Kings de Brandon   | 6  | 0 | 1  | 1   | 2   | 1re           |

### Gardiens de but
| Numéro | Nom              | Date de naissance | Équipe                | PJ | V | D | Min | BC | Moy  | Bl | A | Pts | Pun | Participation |
| ------ | ---------------- | ----------------- | --------------------- | -- | - | - | --- | -- | ---- | -- | - | --- | --- | ------------- |
| 30     | Tokarski, Dustin | 16 mai 1989       | Chiefs de Spokane     | 4  | 4 | 0 | 249 | 11 | 2,65 | 0  | 0 | 0   | 0   | 1re           |
| 31     | Pickard, Chet    | 29 novembre 1989  | Americans de Tri-City | 2  | 2 | 0 | 120 | 1  | 0,50 | 1  | 0 | 0   | 0   | 1re           |

### Entraîneurs
| Poste                | Nom                | Équipe                              |
| -------------------- | ------------------ | ----------------------------------- |
| Entraîneur-chef      | Quinn, Pat         | -                                   |
| Assistant entraîneur | Boucher, Guy       | Voltigeurs de Drummondville         |
| Assistant entraîneur | Desjardins, Willie | Tigers de Medicine Hat              |
| Assistant entraîneur | Cameron, Dave      | St. Michael's Majors de Mississauga |

## Résultat
- Classement final au terme du tournoi[2] :  Médaille d'or
- Cody Hodgson, Pernell-Karl Subban et John Tavares sont nommés sur l'équipe d'étoiles du tournoi[3]
- John Tavares est nommé meilleur attaquant ainsi que joueur le plus utile à son équipe lors du tournoi – MVP[4]